# Silvia Persico
Silvia Persico   (Alzano Lombardo, 25 de juliol de 1997) és una ciclista italiana, que combina tant la carretera com el ciclocròs. Actualment milita a l'equip UAE Team ADQ.

## Palmarès en ruta
- 2022
  -  Campiona d'Itàlia de ciclisme en ruta
  - Medalla de bronze al Campionat del Món de ciclisme en ruta
  - 1a al Gran Premi della Liberazione femení
  - 1a al Memorial Monica Bandini
  - Vencedora d'una etapa a la Ceratizit Challenge by La Vuelta
- 2023
  - 1a a la Fletxa Brabançona
- 2024
  - 1a al Gran Premi de Plumelec-Morbihan

### Resultats a les Grans Voltes

#### Giro d'Itàlia
- 2022: 7a posició
- 2023: 8a posició
- 2024: 36a posició
- 2025: 28a posició

#### Tour de França
- 2022: 5a posició
- 2023: 14a posició
- 2024: 68a posició

#### Volta a Espanya
- 2023: 12a posició

## Palmarès en ciclocròs
- 2021-2022
  -  Campiona d'Itàlia de ciclocròs
  - Medalla de bronze al Campionat del món de ciclocròs
- 2022-2023
  -  Campiona d'Itàlia de ciclocròs